# Onopordum espinae
Onopordum espinae là một loài thực vật có hoa trong họ Cúc. Loài này được Coss. mô tả khoa học đầu tiên.